# Kathy McCormack
Pour les articles homonymes, voir McCormack.
Katheryn Anne McCormack dite Kathy McCormack, née le 16 février 1974 à Newcastle dans la province du Nouveau-Brunswick, est une joueuse de hockey sur glace canadienne.
Avec l'équipe du Canada de hockey sur glace féminin dans laquelle elle a évolué de 1997 à 2001, elle obtient la médaille d'argent olympique aux Jeux d'hiver de 1998 à Nagano.